# Čierny potok (přírodní památka)
Čierny potok je přírodní památka v chráněné krajinné oblasti Vihorlat. Nachází se ve vojenském újezdě Valaškovce v okrese Humenné v Prešovském kraji. Území bylo vyhlášeno či novelizováno v roce 1988 na rozloze 2,7642 ha. Přírodní památka byla vyhlášena na ochranu skalních útvarů a ochranu společenství rostlin bohatých na dusík.
Ochranné pásmo nebylo stanoveno.